# 三六九棋類
三六九棋類，是中國一類傳統棋類遊戲，遊戲人數通常為三人，以手中藏的石子總數或出的指頭來決定何方的棋子移動。

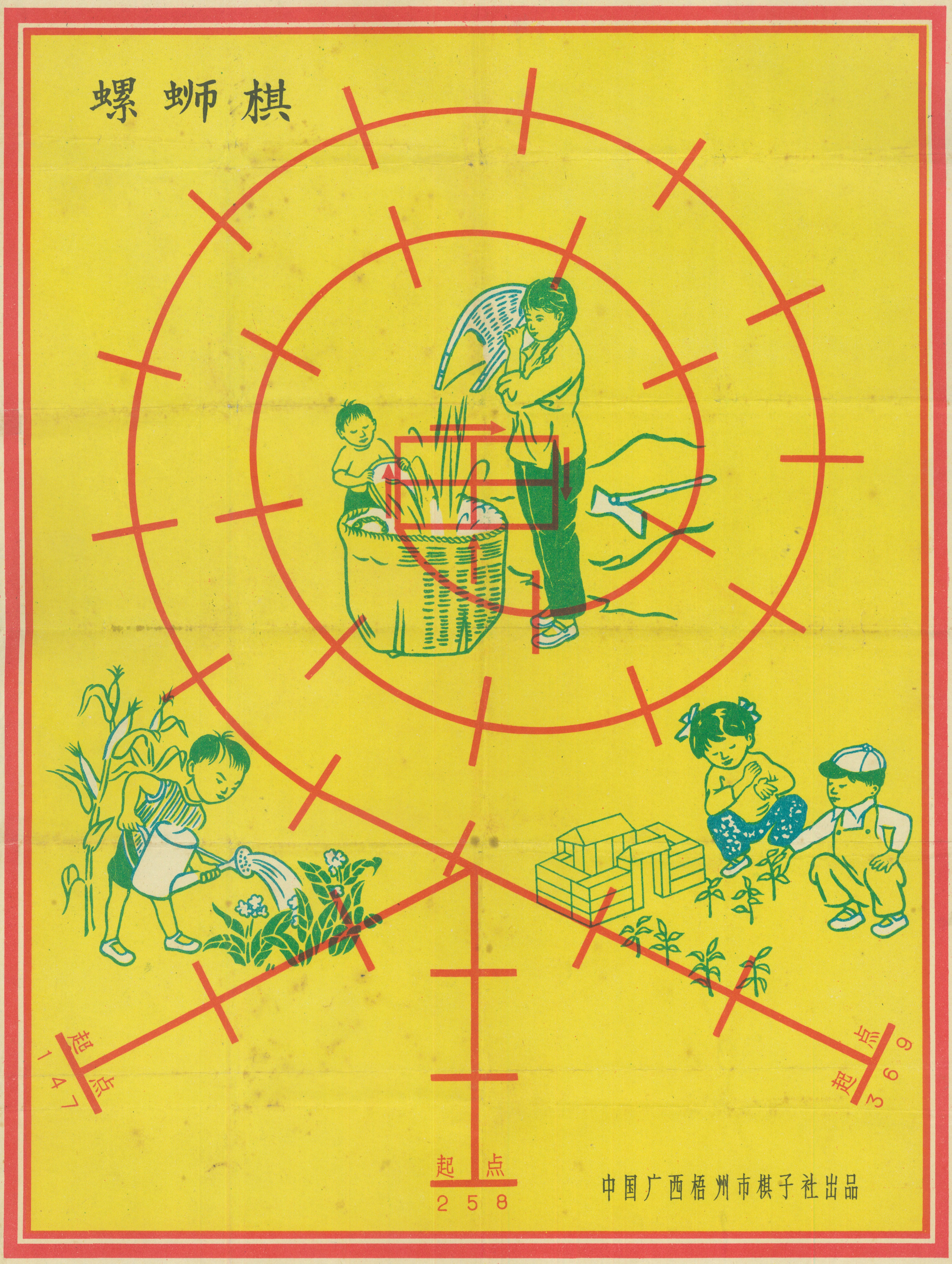
螺螄棋，一種三六九棋的商品。

## 歷史
此類棋在明朝小說《金瓶梅》就有出現，潘金蓮、龐春梅與陳經濟曾一同玩此戲。但魏子雲對是《金瓶梅》所提的鱉棋兒表示不知是何種棋，註解說：「不知何种棋式。得非今之暗扣名色，相互猜名而翻开定输赢乎！」後學者指出是鱉棋兒是山東的一種三六九棋。這類遊戲中，玩家遊戲開始時各選一、四、七、或二、五、八、或三、六、九，此三組的三個數字，每次玩家手中藏著零到三顆石頭，然後一同攤開，若石頭總數為己方所選組的數字之一，則該玩家的棋子走一步，以到某處為勝。
這些三六九的數字組合也是習俗上對於日期與方向的迷信。
此類棋在各地名稱、圖案都不同，如光是在山東，煙台稱為擺龍門陣、擺龍，在棗莊稱為清趟。
在琦君散文〈乞丐棋〉也出現此類棋。她童年時與鄰居老爺爺等人三人一同玩乞丐棋，圖案是大十字中間重疊大小兩個圈圈代表一口井，東南西三頂端各畫一個小圈代表三個起點，北面一個四方框代表佛殿，從各方頂端走到井邊是三步，然後必須掉在井裡一下，再向前走到佛殿朝聖。
也有傳統棋類採用此類藏子以決定移動的規則，但勝利方式不屬於擲賽遊戲，如爭三國、狀元棋。

## 棋具
- 每人一枚棋子、與三顆石頭。
- 棋盤各地多有差別，以交叉點、轉折點、小圓圈為棋位。有的為十字形、等腰三角、或是多個同心框再往外延伸等。

## 通規
- 每人各選一、四、七、或二、五、八、或三、六、九，此三組的三個數字。
- 每方一枚棋子放於各方起點。
- 每次玩家手中可握零到三顆石頭，然後一同出手攤開，若石頭總數為己方所選組的數字之一，則己棋走一步。也有用出手指頭。
- 棋子若至敵棋處，該敵棋可能會回到起點、或是被壓住失去行棋機會。也有的是繞過處於特定位置的敵棋。
- 通常以先至終點、或回到起點為勝。

## 各地類型

### 十字型

#### 出出展

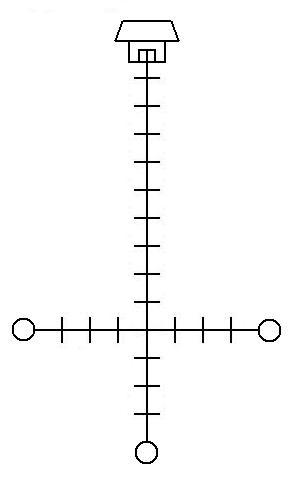
陝西延安的出出展，又稱登高朝圣。

- 一十字型，左、下、右三軸的末端畫三痕再接一小圓。上端畫九痕，代表上山的階梯，再接一個代表廟的圖案。
- 起點為下方三軸的小圓。
- 出手時，若加總超过九則重来；若為零，稱为「空空手，三六九。」，每人皆走一步。
- 先朝十字中點行走後，再朝廟行走。若至敵棋處，則壓住該敵棋，後者失去三次行棋機會，若不再被壓則無限制。
- 以先抵達廟為勝。[7]

#### 封官棋

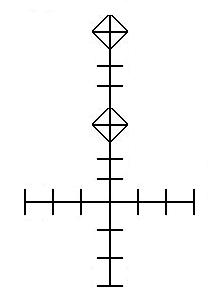
水族的封官棋，又稱封棋、官王棋、划拳棋、升官棋、上游棋、乞丐棋。

- 一十字型，左、下、右三軸的末端再畫三痕。上端畫四痕、然後兩痕與兩痕中間畫一個內有十字的菱形，頂端也接一個內有十字的菱形。
- 起點為下方三軸的末端。
- 當行到十字中點，朝上行走。當行到菱形時，繞行一週再往上。若至敵棋處，則將該敵棋移回該方起點。
- 以先抵達菱形最頂端為勝。[8][9]

#### 天棋（永泰）

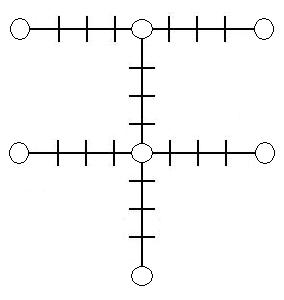
福建永泰的天棋，又稱侏儒棋。

- 一干字型，線段間各畫三痕。上橫線的左端稱為舉人科、中點稱為天堂、右端稱為進士科；下橫線中點稱為牢房。
- 起點為下方左、下、右的末端。
- 若總數為己方所選組的數字之一，則己棋走等於總數的步數。
- 繞行路徑為出發點→牢房→天堂→舉人科→天堂→進士科→牢房→出發點。至敵棋處的規則不詳。
- 當剛好移至牢房、天堂、舉人科、進士科該些點，則停止走棋三次。
- 以先回到出發點為勝。[10]

### 三叉型

#### 王棋（壯族）

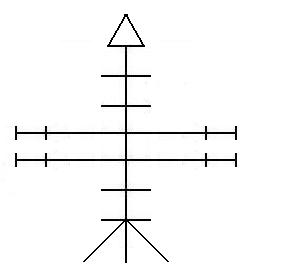
廣東連山的王棋，又名糞缸棋。

- 一條長縱線，上端接三角形棋邊中點，下端分岔角度呈45度的三條線，中間畫橫線六條。中間兩橫條較長，並且兩端再畫兩縱線。
- 起點為下方三軸的末端。
- 只有兩人時，各選單或雙數。大家一同出手指，依據指頭總數單或雙數，符合的玩家己棋走一步[11]。
- 左家棋子靠左行走，中家靠中，右家靠右。當右、左家移動到兩條橫線中點之一，須各朝右、左至末端，然後下一步原線往返；中家則自選右或左。若至敵棋處，則將該敵棋移回該方起點。
- 以己棋先到達三角型棋邊頂點為勝。[12]

#### 三六九（壯族）

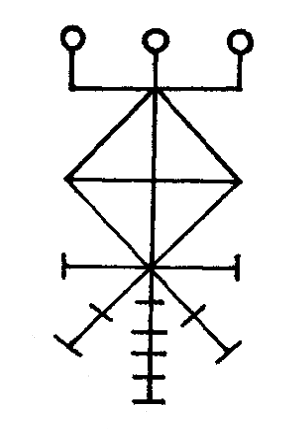
廣東連山壯族的壯族的三六九

- 一個內畫十字的菱形，上端分岔角度呈「山」字型的三條線，這三個上端稱為雞籠，下端分岔角度呈45度的五條線，這者左右兩端稱為趁圩。下端分岔最外兩條末端畫一痕；左下、右下兩條末端畫兩痕；正下條端畫五痕。
- 起點為下方三軸的末端。
- 左家棋子靠左行走，中家靠中，右家靠右。當右、左家移動到兩條橫線中點之一，須各朝右、左至末端，然後下一步原線往返；中家則走中間。若至敵棋處，則壓住該敵棋，後者失去三次行棋機會，若不再被壓則無限制。
- 以己棋到最上端後，停止不走，等出手時每贏得走棋時，就放下一顆石頭。
- 以先放下三顆石頭為勝。[13]

#### 皇帝棋（沅陵）

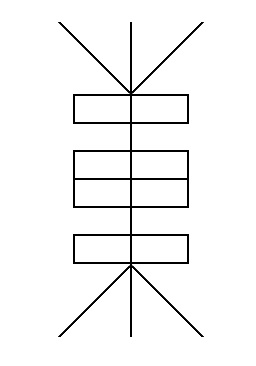
湖南沅陵的皇帝棋，又稱茅厮缸棋。
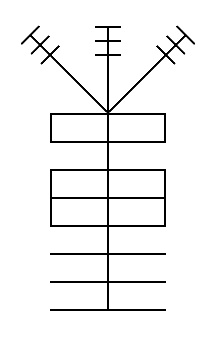
當地的另一種皇帝棋

- 三長方格以縱線貫穿，中間的長方形內接一橫線，縱線上端與長方格的交叉處分岔出角度呈45度的三條線，下端同樣在長方格交叉處分岔角度呈45度的三條線。另一種是兩長方格以縱線貫穿，下方的長方形內接一橫線，縱線上端與長方格的交叉處分岔出三條線並末端畫三痕，下端延伸畫三痕。
- 起點為上方三軸的末端。
- 先朝下前進。在長方格上以逆時鐘繞行，回到軸線再繼續往下前進。若至敵棋處，則將該敵棋移回該方起點，稱為「打落茅厮坑」。
- 以先到達下方末端為勝。[14]

#### 老婆子趕南山

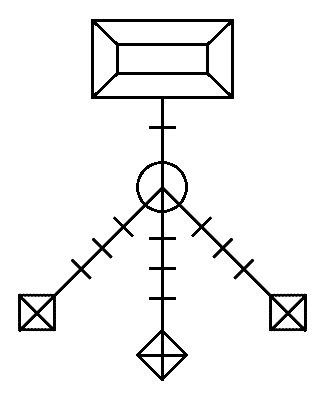
河北固安的老婆子趕南山，又稱趕廟。

- 當地口訣有為：「三，東邊搬金磚；六，東邊向前湊；九、東邊站上首。」、「一，西邊升一級；四，西邊寫大字；七，西邊宰公雞。」、「二，南邊得金棍；五，南邊敲大鼓；八，南邊騎大馬。」，出子前會一起喊：「出出，不出掌咕嘟（瘡包）；張張，不張長大瘡。」
- 兩同心方框，角處以斜線相連，內、外框各代表佛堂、寺廟。外框下邊連接一條縱線，在上面畫一痕代表廟門。縱線分岔出角度呈45度、各有代表路的三痕的三條線，末端接內有十字的菱形，代表房。分岔處畫一圓代表井。
- 起點為菱形的十字交叉點。
- 先朝圓心前進，然後朝上到寺廟後逆時鐘繞一圈，再由左下角的斜線進入佛堂。若至處於井的敵棋處，則將該敵棋移回該方起點；若至處於廟門的敵棋處，則該敵棋被壓並停止走棋三次。若有三子交疊，而最下面去除剩餘的停止次數，與中間一枚同樣再停止三次。其餘至敵棋處的規則不詳。
- 以先到佛堂為勝；或是再往右下角並沿斜線回到寺廟，在往下回到己方起點為勝。[15]

### 田字型

#### 上金頂

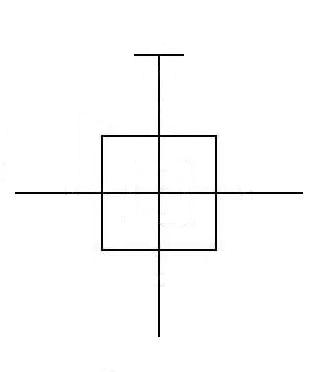
河北保定白溝鎮的上金頂，又名趕集、三六九。

- 一方格以十字貫穿，此方代表城，十字代表十字街，上端接一個橫線，代表金頂。
- 起點為下方三軸的末端。
- 以到上端頂點為勝。其餘規則不明。[16]

#### 三六九（鹿邑）

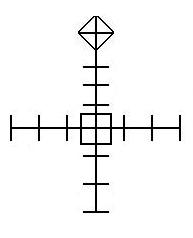
河南鹿邑的三六九

- 一方格以十字貫穿，四軸的末端再畫三痕。上端接一個內有十字的菱形。
- 起點為下方三軸的末端。
- 當行到方型，繞一周後朝上行走。當行到菱形時，繞行一週再往上。若至敵棋處的規則不詳。
- 以先抵達菱形最頂端為勝。[17]

#### 雞婆棋（侗族）

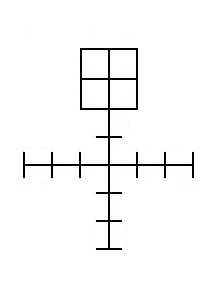
侗族的雞婆棋，又稱生蛋棋。

- 一田字型，下接十字。十字的左、下、右三軸的末端再畫三痕。十字中點與田字間再畫一痕。
- 起點為下方三軸的末端。
- 當行到十字中點，朝上行走。當行到田字時，繞行一週再往上。若至敵棋處，則將該敵棋移回該方起點。
- 以己棋到田字上邊點後，停止不走，等出手時每贏得走棋時，就放下一顆石頭。
- 以先放下三顆石頭為勝。[18]

#### 上天棋

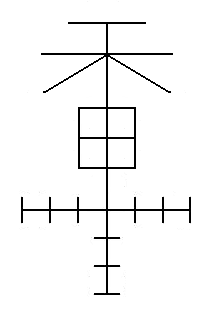
貴州務川仡佬族的上天棋

- 一田字型，下接十字。十字的左、下、右三軸的末端再畫三痕。田字再往上一縱線，上接天字。
- 起點為下方三軸的末端。
- 不像其他先各選一組數字。而是握石後，才各選數字後攤開，猜中者的己棋走一步。如遇二人以上同说一数，不算重来。
- 當行到十字中點，朝上行走。當行到田字時，逆時鐘繞行一週再往上。若至敵棋處，則將該敵棋移回該方起點。
- 以己棋到天字頂端為勝。[19]

#### 皇帝棋（土家族）

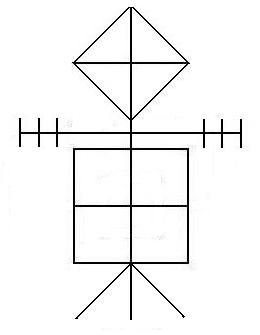
四川酉阳土家族的黃帝棋，又名天棋。

- 一田字型，上端貫一條兩端各有三條線的橫線，再往上接內畫十字的菱形，正方形的下邊中點接分岔角度呈45度的三條線。
- 起點為下方三軸的末端。
- 兩人時，每人六顆棋子，出手時數字超過十則重來。
- 至正方形、或菱形則需逆時鐘轉一圈再沿中縱線往上。當移動到橫線中點，須朝左右兩端各一次。若至敵棋處，則該敵棋放回起點。
- 以己棋繞完菱形後沿中縱線至最上端為勝。[20]

#### 走北京（濟寧）

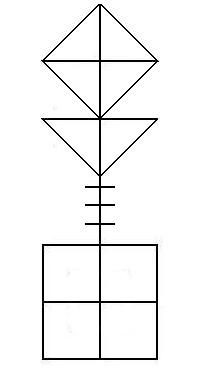
山東濟寧的走北京

- 一田字型，往上貫穿倒三角形再接一個內有十字的菱形，規則不詳。當地的老济宁内府菜酒店，策畫此遊戲與赶牛角、六周棋、五棋作為2012年好客山东贺年会“好玩游戏”，获得省旅游局的二等奖。[21]

#### 上刀山

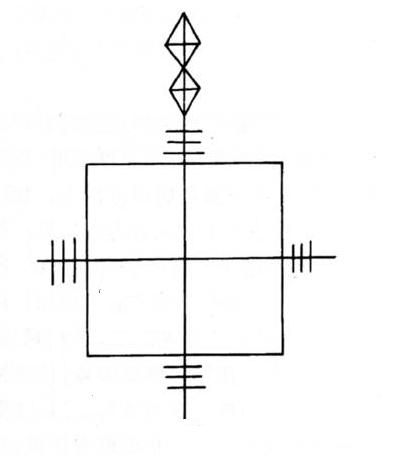
河南西部的上刀山

- 一方格以十字貫穿，十字四軸各畫三痕，上軸再連續接兩個內畫十字的菱形。
- 起點為左、右、下三軸的末端。
- 移動棋子繞順時鐘方向，每回到與自己起點的軸線，就由外往正方形中心前進，到中心再往上，然後繞菱形。若至敵棋處，該敵棋須先移出，直到可走棋時才放回該處。
- 以先到菱形頂點為勝。[22]

#### 争高棋

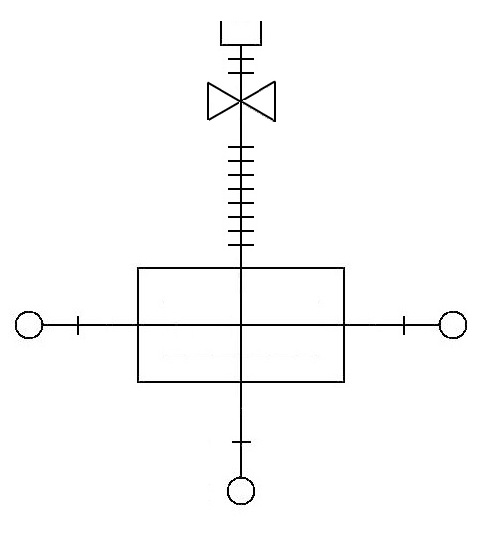
湘西苗族的爭高棋，又稱树棋、或稱一四七、二五八、三六九棋。

- 一長方格以十字貫穿，上、左、右軸三再各畫短痕再接小圓，上軸伸延并划上若干横线，中間穿過蝴蝶結形繼續延伸再畫兩短痕，最後接一個ㄩ字型。
- 起點為小圓。
- 先朝長方格前進，以順時鐘繞一圈後回到與自己起點的軸線後，朝上移動，同樣順時鐘蝴蝶結形後往上至ㄩ字處。若至敵棋處，則該敵棋放回起點
- 以先到ㄩ字相連處為勝。[23]

### 同心圓與同心方型

#### 三六九上廟（密云）

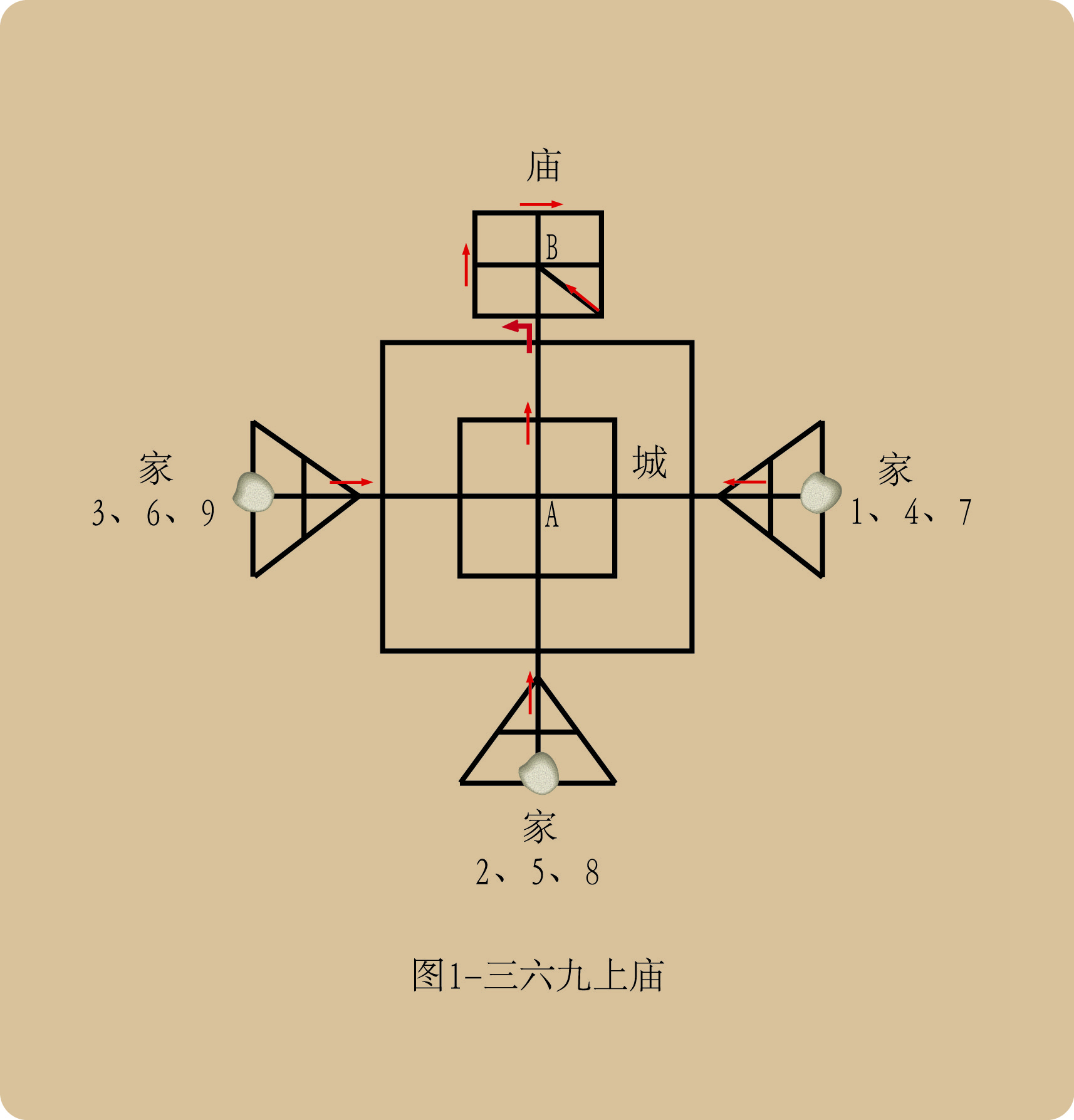
北京密云的三六九上庙（上供）

三人游戏。每人需在“1、4、7”“2、5、8”“3、6、9”三组数中选一组作为代表自己的数字，还需各捡七颗石子，在各自所选方位坐下，将一颗石子摆在面前三角形的底边与中线交点位置。棋盘中三角形为家，中间方形为城，城外方形为庙，家、城、庙间直线为路，所有交叉点皆称为“步”，即要走的点。准备好即可开始游戏，每人将所剩石子放于身后，任选几颗藏于一只手中伸到面前，三人同时摊开，石子相加之和数与代表数字中之一相同者即可将己方之前摆好的石子向前走一步。石子之和为两位数时取个位数为准，若正好是10，则皆不走。在城的中点、庙的中点和城、庙之间的点，若先到者被后到者追上则要被压几年，以示惩罚，一般规定A点3年、B点5年、两点之间1年，1年即一次不准走，被压年数要事先规定好，三人商量决定。当走到终点（庙的中点B），轮到再走时，直接把石子拿回家中，摆在三角形中任意一点。轮到再走时，再将手中一颗石子摆在三角形中的一点上，直至手中石子全部摆在三角形中，最先摆完者，为大官，剩下的两人继续游戏，先摆完者为二官，另一人为三官。到此，游戏还未完，大官要将三人所有的石子藏在身后，任选几颗攥于手中伸到前面让三官猜有几颗，若猜对，石子归三官，若猜错，其所猜数与大官手中实际数之差是几，就要被二官打几下手心，作为惩罚。直至大官手中石子全部被三官猜得，游戏才算结束。

#### 三六九 (大溝)

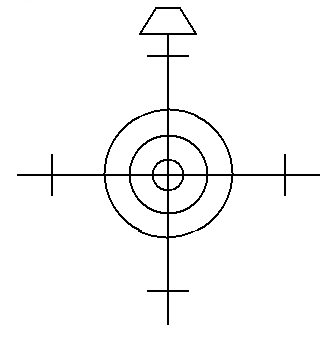
山東膠南六汪鎮大溝村的三六九

- 當地村有俗諺曰：「待要走，三六九；若要好，三凑巧。」
- 三層同心圓以十字貫穿，十字的四軸皆畫一橫線，上軸接一梯形代表城。
- 起點為下方三軸的橫線交叉點。
- 先朝圓前進。在圓上繞行，每回到與自己起點的軸線，就由外往內前進。當行到十字中點，朝上行走。至敵棋處的規則不詳。
- 以到城為勝。[24]

#### 趕集

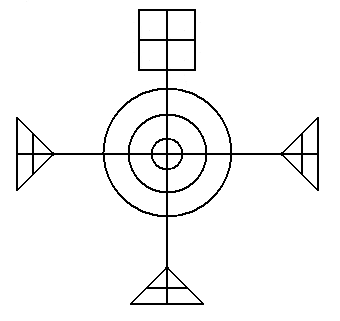
山東諸城的趕集

- 三層同心圓以十字貫穿，十字的左、下、右三軸皆一內有十字的三角型，上軸接一田字。
- 起點為下方三軸的三角形底邊中點。
- 先朝圓前進。在圓上繞行，每回到與自己起點的軸線，就由外往內前進。當行到十字中點，朝上行走。若至敵棋處，則壓住該敵棋。該敵棋若處於大圓，停止行棋一次；若處於中圓，停止行棋二次，若處於小圓或十字中點，停止行棋三次。若不再被壓則無限制。
- 以到田字中點為勝。[25]

#### 爭王棋

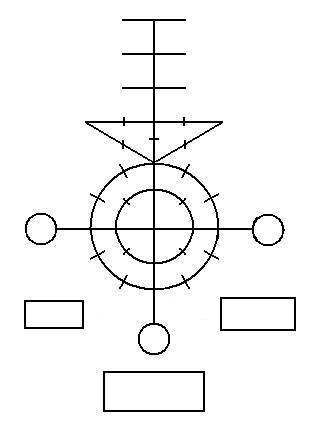
湖南土家族的爭王棋

- 兩層同心圓，外圓分成十二點，內圓分為八點。外圓頂端，接一倒三角形。倒三角形分為八個棋點。以圓心為中點，畫一十字穿過圓型、與倒三角形。十字的上軸的末端再畫三痕。左、右、下三軸的末端代表家。交叉點、轉折點為棋位。在家的下面近處各畫一長方框，各代表水井、平垻、廁所。
- 初始布置為放左、右、下三軸的末端。
- 移動棋子每回到與自己初始布置的軸線，就由外往內前進。當行到到三角形時，繞行一週再往上。若至敵棋處，則該敵棋停止走棋三次，可將該棋依次放在廁所、水井、平垻以象徵停棋三次。
- 以先到上軸頂點為勝。[26][27]

#### 九宮棋

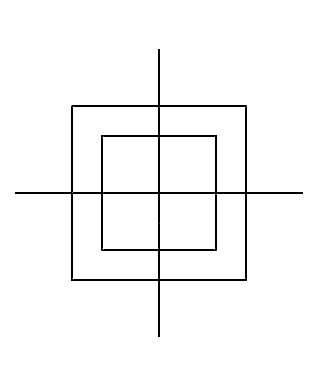
湖南湘潭的九宮棋，又名登天棋。

- 兩同心方格以十字貫穿，上、下各代表天、地。
- 其餘規則不詳。[28]

#### 上山吃桃

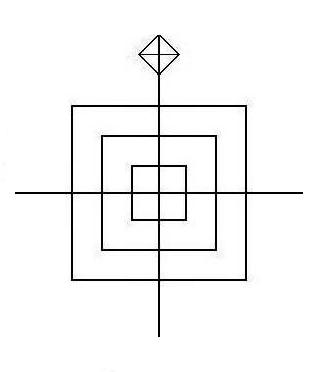
河北卢龙县的上山吃桃

- 三層同心方格以十字貫穿，上接一個內有十字的菱形。
- 起點為下方三軸的末端。
- 以己棋到菱形內後，稱為「吃着桃了」，再折返回各棋的起始點。繞行與至敵棋處的規則不詳。
- 以先回到己棋的起始點為勝。[29]

#### 坐朝

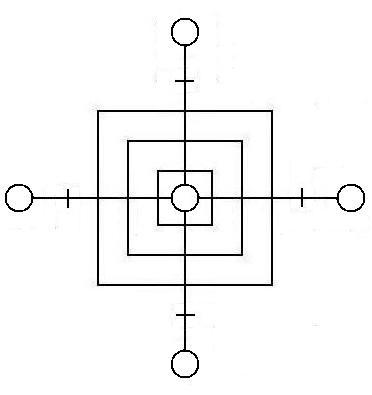
陝西米脂的坐朝

- 米脂當地四人遊戲、三人遊戲時的口訣分別為：「李自成，人中人，攔羊就會坐朝廷。三套城，十字心，內外皇城寶殿中。四人玩，六六順，誰有本事誰逞能。」、「一、四、七，愛趕集，二、五、八，吃好的，三、六、九，喝燒酒，佔兩頭，往前走。」
- 每人一枚棋子、與六顆羊粪。
- 三層同心方格，內有一圓，外貫穿十字四軸，各軸各畫一痕再接一小圓。三個正方形由外至內，分別代表外城、内城、皇城，中心稱為寶殿；每方的起代表兵马大元帅座，終點為每方的對面，代表皇帝宝座。
- 起點為四軸的小圓。
- 每人各選以下四組之一。
  - 0、10、20、21、22、23、24
  - 1、4、7、11、14、17
  - 2、5、8、12、15、18
  - 3、6、9、13、16、19
- 每次大家一同出手，以決定谁可走一步，手中可握零到六顆羊粪。若石頭總數為己方所選組的數字之一，則己棋走一步。
- 移動棋子繞逆時鐘方向，每回到與自己起點的軸線，就由外往正方形中心前進，到中心再往對向軸的皇帝宝座。
- 若至敵棋處，重疊不影響；但若是在寶殿，後者失去三次行棋機會，若不再被壓則無限制。
- 以先到皇帝宝座為勝。[30]

#### 天棋（侗族）

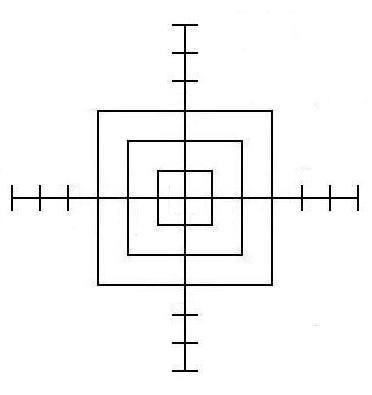
侗族的天棋

- 三層同心方格以十字貫穿，各端畫三痕。
- 起點為其中三軸線的末端，剩餘一軸的頂端稱為天門。
- 移動棋子繞行同心方格，每回到與自己起點的軸線，就由外往內前進。當己棋先到達中心點，則方向改朝天門。繞行方向、至敵棋處的規則不詳。
- 以先到天門為勝。[31]

#### 登高朝聖

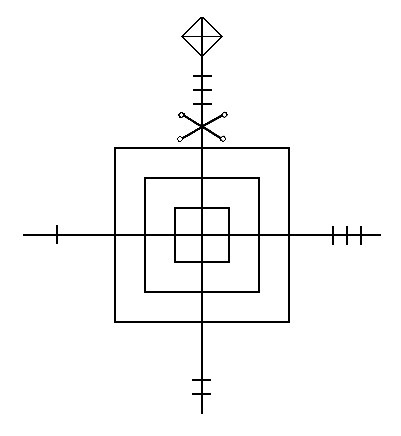
陝西志丹的登高朝聖

- 當地有口訣喊：「一四七吃烧鸡，二五八啃南瓜，三六九喝烧酒。」
- 三層同心方格代表方城，以十字貫穿，左、下、右各端畫一、二、三痕。上軸有一交叉代表食堂、廁所、與洗手間，上面再三痕，上端接一個內有十字的菱形，代表朝聖廟。
- 選一、四、七、或二、五、八、或三、六、九的玩家起點為分別是左、下、右的末端。若石頭總數為零，則選三、六、九的玩家棋子走一步，
- 移動棋子繞行同心方格，每回到與自己起點的軸線，就由外往內前進。當己棋先到達中心點，則方向改朝聖廟。當行到菱形時，繞行一週再往上。若行至敵棋處，則壓住該敵棋，後者失去一次行棋機會。繞行方向的規則不詳。
- 以先抵達菱形中點為勝。[32]

#### 天王棋

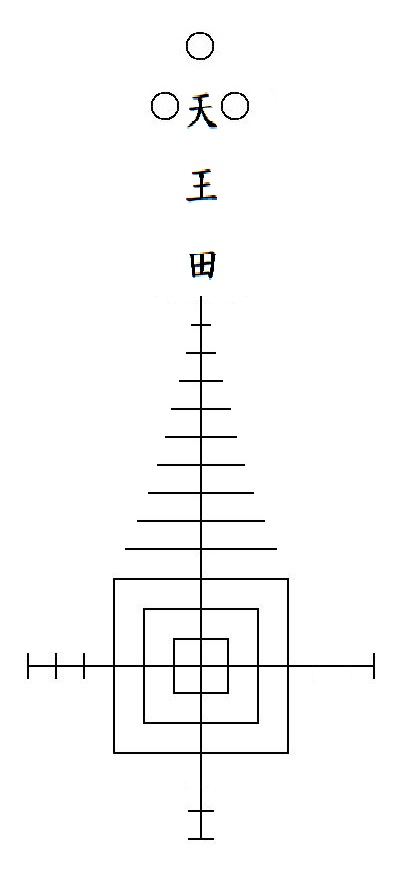
雲南劍川的天王棋

- 三層同心方格以十字貫穿，由外到內的方格分別稱為外城、內城、紫金城。右、下、左端各畫三、二、一痕，上軸畫長度呈現由上遞增的九痕，稱為一台一台。上軸上面再寫「天王田」三字，三字亦各為一個棋位。天字左右上畫一小圓。
- 起點為右、下、左端三軸線的末端，剩餘一軸的頂端稱為天門。
- 移動棋子繞行同心方格，每回到與自己起點的軸線，就由外往內前進。當己棋先到達中心點，則方向改朝上軸。。走到天字後，依序再行左、右、上的小圓。繞行方向、至敵棋處的規則不詳。
- 以先到上面小圓為勝，稱為大天王。其他玩家若在左圓、右圓、天字、王字、田字、一台一台、城分別稱為左天王、右天王、天使、小王、丞相、部將、守城部卒。[33]

#### 雞婆棋（客家）

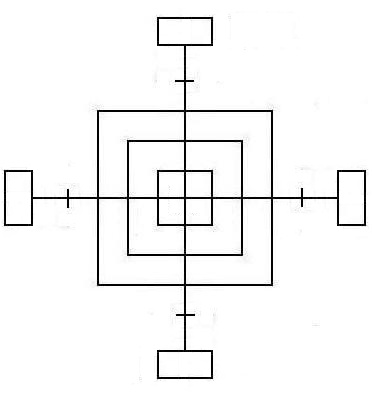
贛南客家人的雞婆棋

- 三層同心方格以十字貫穿。十字各端再畫一痕。尾端稱為大本營。
- 起點為大本營。
- 每次大家一同出手，須以手背向上或手心向上。若有一人與其他人都不同，前者就可走一己子一步。
- 移動棋子是以順時鐘方向繞行，每回到近自己大本營的軸線，就由外往內前進。
- 若至敵棋處，則將該敵棋移回該方起點。
- 以先到達中心點為勝。[34]

#### 下雞蛋

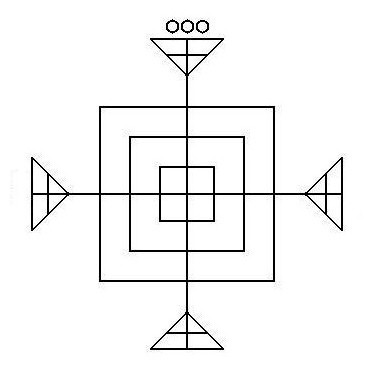
山西靈丘的下雞蛋

- 三層同心方格以十字貫穿，四軸各接一個內有十字的三角形。
- 起點為下方三軸之一的三角形底邊中點。
- 先繞行三角形一周再往方型。當行到方型，繞一周後朝內行走。當行到方型中心，改朝上軸。當行到上軸的三角形時，繞行一週再往上。至敵棋處的規則不詳。
- 以己棋到上頂邊後，其他規則不詳。
- 以先放完所有石頭為勝。[35]

#### 走北京（魯西）

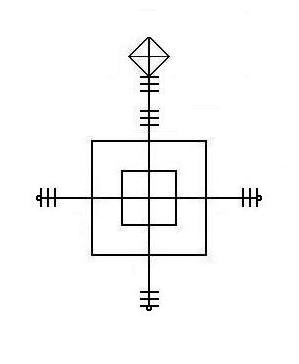
山東魯西的走北京
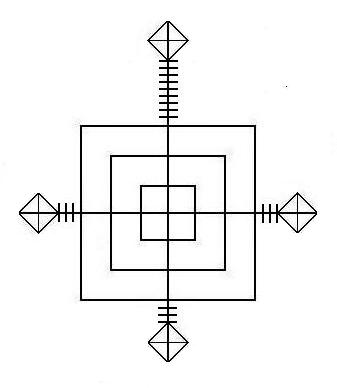
另一種魯西的走北京

- 又稱爭皇帝、走大马、赶北京、走北京。魯西當地有口訣為：「一四七，下正西！二五八，下南洼！三六九，东边走！」[36]
- 二或三層同心方格以十字貫穿，稱為北京城，其中十字的一縱線往北畫有六痕或九痕，稱為炮區，最後一痕再接內有十字的菱形，稱為金銮殿。其餘各端畫三痕，也有的其他三端再接內有十字的菱形。
- 起點為於西、南、東軸線的末端。
- 移動棋子朝中心前進，然後繞行北京城，每回到與自己起點的軸線，就由外往內前進。當己棋先到達中心點，則方向改朝北。若至炮區，可前進三步。當到金銮殿形頂端，改繞行金銮殿。若至敵棋處，而又不是在砲區，則壓住該敵棋，後者失去三次行棋機會，若不再被壓則無限制。
- 以繞行金銮殿再先回到金銮殿頂點為勝。[36][37]

#### 三個僧侶赴藏

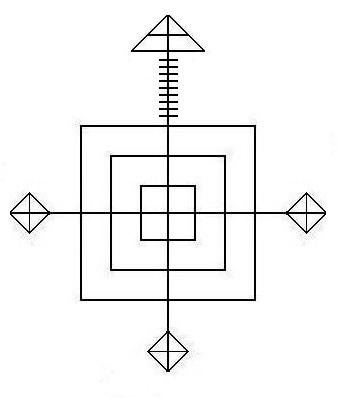
甘南藏族自治州藏族的三個僧侶赴藏

- 三層同心方格以十字貫穿，左、下、右各接一個菱形，上軸畫有九痕，再接一個內有十字的三角形底邊。交叉點、轉折點為棋位。
- 起點一枚己棋放於下方三軸之一的菱形最遠的頂角。
- 先繞行菱型再往方型。當行到方型，繞一周後朝內行走。當行到方型中心，改朝上軸。當行到上軸的三角形時，繞行一週再往上。若至敵棋處，疊於該敵棋上面，之後敵方可行棋時需一同移動，直到上面己棋可行棋時主動移開。
- 以己棋到三角形頂邊後，再折返回各棋的起始點，繞行路徑不詳。
- 改以先回到己棋的起始點為勝。[38]

#### 登喜鵲窩

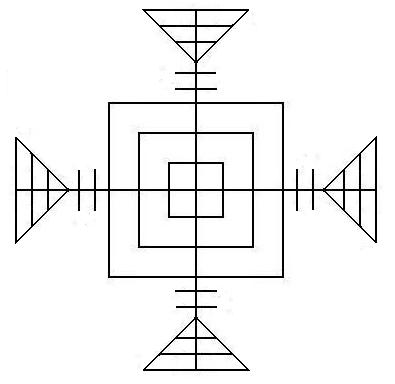
淮安市[39]的登喜鵲窩，又稱三喜鹊窝[40]、山喜鹊窝[41]。

- 三層同心方格以十字貫穿，四軸各兩橫再各接一個內有兩橫的三角形，上邊稱為窩。
- 起點為左、右、下方三軸的三角形底邊中點。
- 繞行與至敵棋處的規則不詳。
- 以己棋先到窩為勝。[39]

#### 進皇城

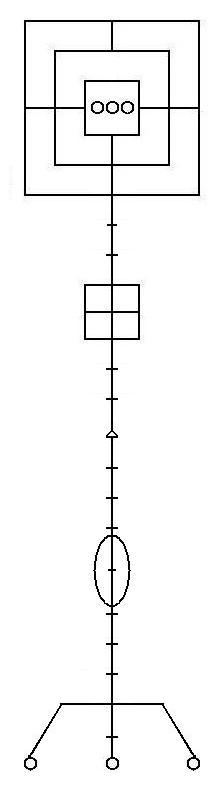
山東齊河的進皇城

- 三層同心方格，最內有三個小圓，從外到內代表北京城、紫禁城、金鑾殿、皇帝招見處。除金鑾殿的上邊外，各層中間縱橫相連，交叉處代表城門。下軸延伸接陸續接一個代表濟南府的田字、代表山的小三角形、代表水的橢圓形。水中間也以代表橋的縱線穿過，然後接一代表大街的橫線。在北京城、濟南府、山、水之間皆畫代表棧站的兩痕，共八站。橋中間、橋與水外緣的不遠處也畫一痕代表橋頭、橋中。大街中間再接一有一短痕的縱線，大街兩端也往下四十五度成八字延伸，最後三個端點各接一個代表家的小圓。
- 起點為家。
- 朝上端前進。當行到水處，除非橋中有敵棋，以經過橋為優先。與其他三六九棋類皆須繞行不同，處於交叉道的己棋前方一步有敵棋在橋中、城門、城中心等時，己棋才要繞行，往左或右皆可。若至非以上位置的敵棋處，則壓在敵棋上面，後者失去三次行棋機會，若不再被壓則無限制。
- 以先進入皇帝招見處為勝，並放在小圓內作名次。[42]

#### 走北京（荷澤）

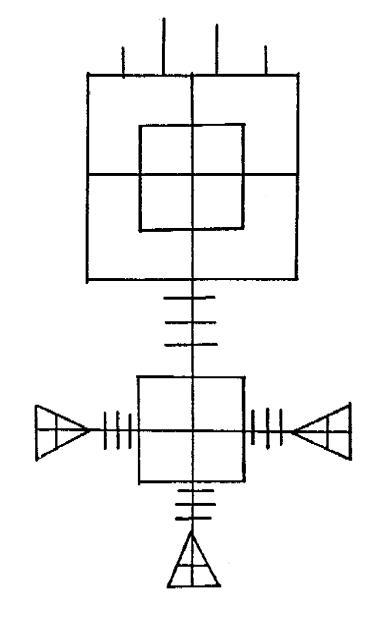
山東菏泽市的走北京

- 一正方以十字貫穿，此方稱為客店。十字各端畫三痕。南、東、西端再接十字的小三角形，北端接內有十字的兩層同心方格。兩同心方稱為京城，其中內方稱圍內城，外方稱為外城，中心點稱為金鑾。外城頂端畫有垂直的四痕，長度不同，代表名次。
- 起點為於西、南、東軸線的小三角形。
- 移動棋子先朝客店前進，再以逆時鐘方向繞行客店，每回到與自己起點的軸線，就由外往內前進。當己棋先到達客店的中心點，則方向改朝北往京城。同樣逆時鐘方向繞行京城，每回到南軸線，就由外往內前進。當己棋到金鑾，則方向改朝北往外城頂邊中點。若至在內城、金鑾、或其他的敵棋處，則該敵棋分別失去四、六、三次行棋機會，若不再被壓則無限制。
- 以經過金鑾再到外城頂邊中點為勝，並把棋子放在與外城垂直的四痕之一作名次。[37]

#### 十城

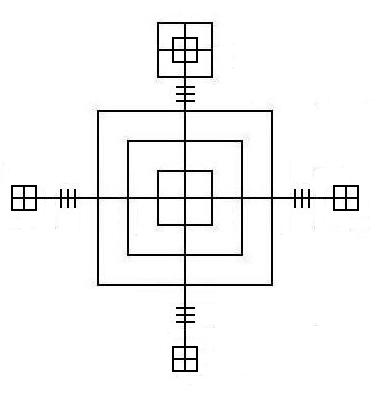
山東聊城柯针寨村的十城

- 每人一枚棋子、與一顆籌碼。
- 三層同心方格以十字貫穿，各端畫三痕，稱為三声炮，各端接一個田字，有一個田字再多一框，稱為皇城，其它稱為家。
- 起點為其中三軸線的家。
- 每次每人先手中可握零到一顆籌碼，再各選零到三的這四個數字，不能重覆，然後一同出手，若籌碼總數為己方所選的數字，則己棋走一步。至敵棋處的規則不詳。
- 移動棋子繞行同心方格，每回到與自己起點的軸線，就由外往內前進。當己棋先到達中心點，則方向改朝皇城。
- 以先到皇城為勝。[43]
- 在西班牙的有類似的棋盤[44][45]。

#### 鱉棋

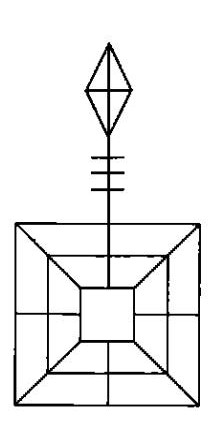
山東滕州的鱉棋

- 三層同心方格，內方內部稱為井。從內方往八方連接到最外方，其中一端縱線往北再畫內有十字的菱形，稱為皇宮。皇宮與三同心方間畫有三痕。
- 起點為於在外方的西、南、東軸線。
- 移動棋子逆時鐘繞行三同心方，每回到與自己起點的軸線，就由外往內前進。當己棋繞到內方的軸線，下一步就移到井，然後方向改朝北。當到皇宮頂端，改繞行皇宮。若至敵棋處，則該敵棋被壓在下方。只要上方棋子不走，被壓住的棋子就不能移動。當敵方可行棋時，若他的敵棋還是被壓住，則改將被壓住的敵棋放在上面。
- 以繞行皇宮再先回到皇宮頂點為勝。[4]

### 三角型

#### 登山棋

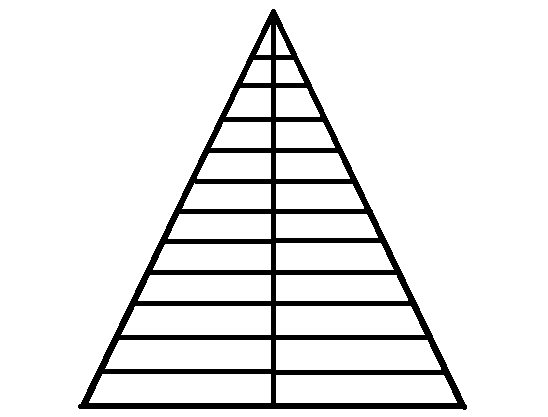
登山棋，侗族稱為牛王棋，棋盤如牛角往一邊彎曲，其他相同[18]。

- 等腰三角形，橫線數條沒嚴格規定，再從頂點畫一中分線。
- 起點為三角形底邊的角、中點。
- 左右兩方沿斜邊、中間方沿中分線，朝頂端上方前進。
- 以先至頂端為勝。[46]

#### 老牛趕山

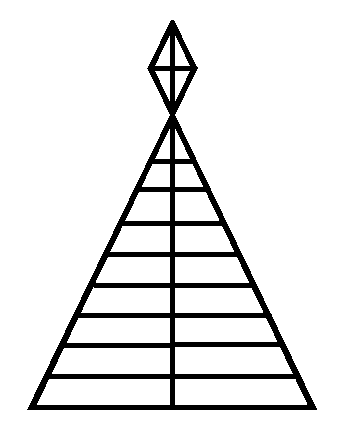
围场满族蒙古族自治县[47]、长春市[48]、宾县[49]等中國東北地區的老牛趕山。

- 乌拉街满族镇當地有口訣喊：「1、4、7，2、5、8，3、6、9，看看谁先走？」
- 等腰三角形，橫線九條，再從頂點畫一中分線。頂點上方接內有十字的菱形。交叉點、轉折點為棋位。
- 起點為三角形底邊的角、中點。
- 也有石頭再多一枚，數字再加上十、十一和十二。
- 左右兩方沿斜邊、中間方沿中分線，朝頂端上方前進。繞行菱形與至敵棋處的規則不詳。
- 以先至菱形頂端為勝，或至菱形頂端後再折返回各自起點為勝。[50]

#### 坐朝廷

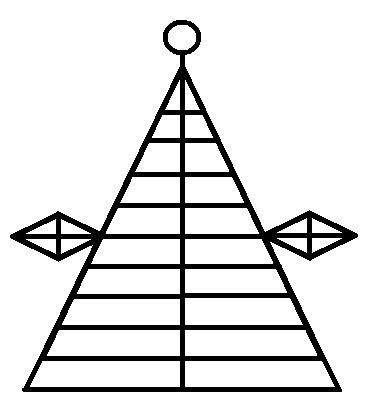
山西天镇新平堡镇新平村的坐朝廷

- 等腰三角形，橫線十條，再從頂點畫一中分線。腰邊中間接內有十字的菱形。
- 其餘規則不詳。[51]

### 沙漏型

#### 三子爭先

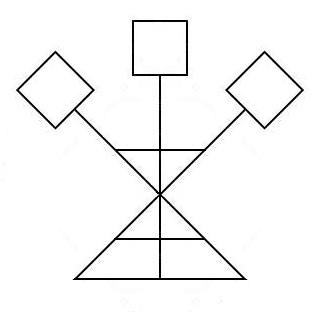
河南林州橫水鎮、河順鎮的三子爭先

- 兩個等腰三角形成沙漏狀相連，中間連一中分線，下面兩腰邊與中分線再往下延伸共接一底橫邊，上面兩腰邊與中分線再往上延伸，各接一個正方形。
- 起點為底邊的三個點。
- 左右兩方沿斜邊、中間方沿中分線，朝上方前進，各繞行正方形後沿原路回去起點。正方形的繞行方向與至敵棋處的規則不詳。
- 以先回到各自起點為勝。[52][53]

#### 跟集

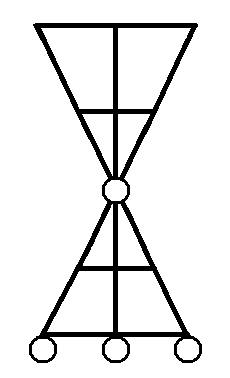
甘肅正寧的跟集

- 每人一枚棋子、與五顆石頭。
- 三條呈現約30度交叉的斜線，交叉點上下畫兩橫線相連；交叉點為圓心，代表山或河，上下再以橫線相連；交叉點下端各接一個圓心，代表正寧縣的三個集鎮，各稱為山河集、宫河集、榆林子集。
- 起點為斜線上端交叉點。
- 每人各選一、四、七、十、十三、或二、五、八、十一、十四、或三、六、九、十二、十五，此三組的五個數字，代表集日。每次大家一同出手，手中可握零到五顆石頭，若石頭總數為己方所選組的數字之一，則己棋走一步。
- 棋子往下沿起點的斜線移動至同線的集鎮。若至敵棋處，規則不詳。
- 以先到集鎮獲勝。[54][55]

#### 三六九（內鄉）

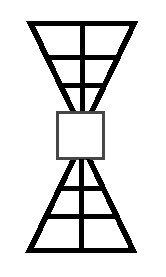
河南內鄉的三六九

- 兩個內畫僅數條橫線與一條中分線的三角成沙漏狀相連，兩三角形頂點去除，改為一方框相連。交叉點、轉折點、方框為棋位。
- 起點為下方的三角形底邊的角、中點。
- 棋子往上移動。若行至在方框的敵棋處，則壓住該敵棋，後者失去三次行棋機會，若不再被壓則無限制。
- 以己棋到上頂邊後，停止移動三次，然後返回朝各自起點。
- 以先回到各自起點為勝。[56]

#### 鸡嫲上窦

客家人的鸡嫲上窦。有地方也叫登山棋[57]。

- 兩個等腰三角形成沙漏狀相連，三角型內畫數條橫線與一條中分線。兩三角形連接點畫一橫線，線端再畫兩圓，稱為水池。
- 起點為下方的三角形底邊的角、中點。
- 棋子往上移動，若至連接的橫線處，方向須往左，再往右，然後第三次到連接處後才繼續往上。若至敵棋處，則將該敵棋移回該方起點。
- 以己棋到上頂邊後，停止不走，等出手時每贏得走棋時，就放下一顆石頭。
- 以先放下三顆石頭為勝。

### 螺旋型

#### 回紋棋

廣東連山壯族的回紋棋

- 棋盤為如迴紋針直角轉折，外部末端接內有十字的菱形。交叉點、轉折點為棋位。
- 每人一枚棋子、與三顆石頭。
- 初始布置為菱形的左、中、右點。
- 每人各選一、四、七、或二、五、八、或三、六、九，此三組的三個數字。
- 每次大家一同出手，以決定谁可走一步，手中可握零到三顆石頭。若石頭總數為己方所選組的數字之一，則己棋走一步。
- 棋子由外往內繞行。若至敵棋處，則將該敵棋移回該方初始位置。
- 以己棋先到達內部終點為勝。[12]

#### 栽秧棋

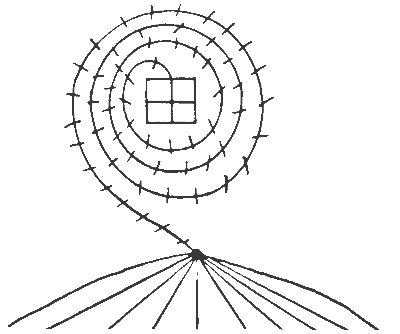
雲南昆明西山區海源寺一帶的栽秧棋

- 螺旋狀線，線的交叉點可多可少，中間接一田字的中間點，外尾部再分岔成十條。
- 兩到五人遊戲時，每人兩枚棋子；六到十人，每人一枚棋子。每人十顆棋子。
- 起點為分岔的十個點之一。
- 玩家所選的數字組合不詳。
- 朝中間的田字中心前進，若至敵棋處，可跳過該枚。
- 以玩家的所有棋子先到達田字中心為勝。[58]

### 其它型

#### 走天梯

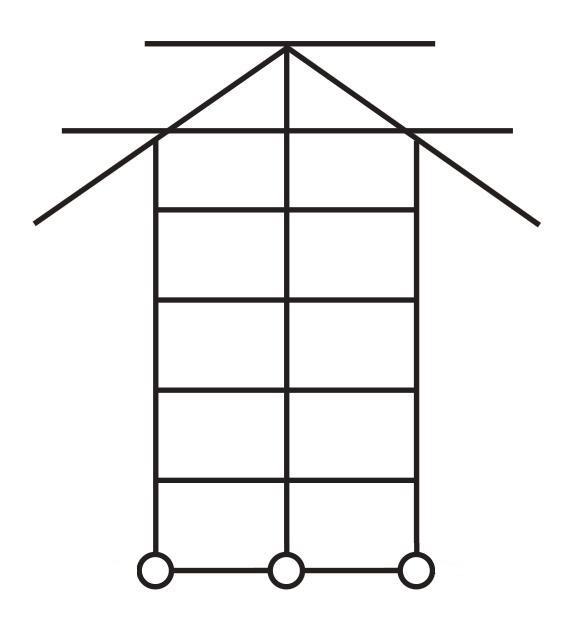
浙江武義的的走天梯

- 五橫線三縱線交叉，上端橫線往左右延伸出，中端縱線往上延伸接一橫線，兩線交叉點稱為天頂。天頂再與上端兩角相連延伸。端點亦為棋位。
- 起點為下端底邊的三個點之一。
- 棋子先沿縱線朝上前進，當到天頂時，須走過延伸出的六個端點。到最上端後，停止不走，等出手時每贏得走棋時，就放下一顆石頭。若至敵棋處，則壓住該敵棋，後者失去三次行棋機會，若不再被壓則無限制。
- 己棋到最上端後，停止不走，等出手時每贏得走棋時，就放下一顆石頭。
- 以先走過六個端點，再回到天頂為勝。[59]

#### 蜈蚣棋

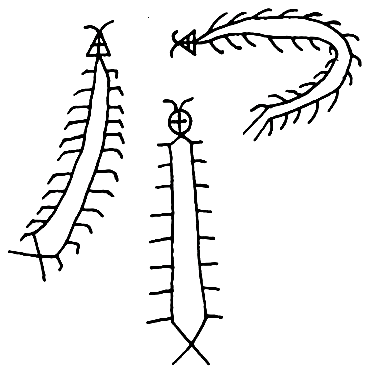
雲南昆明西山區海源寺一帶的蜈蚣棋

- 狀如蜈蚣，在頭部內有十字線，腳的交叉點可多可少但兩邊相等。
- 只能兩人遊戲，各選單或雙數。每人的石頭數不詳。
- 起點為蜈蚣尾部。
- 將出子如番攤每四子分堆，餘數為單或雙數，符合的玩家己棋走等於剩餘數量的步數，若零則重來。
- 朝中間的田字中心前進，至敵棋處的規則不詳。
- 以先到達蜈蚣頭部的十字中心為勝。[58]

### 棋盤不明

#### 墟棋
- 流傳於广西上思县。
- 蛛网式棋格。
- 將一四七、二五八、三六九稱為各方的墟期。
- 以回至稱為家的起點為勝。
- 詳細圖案與其餘規則皆不明。[60]

#### 驮盐
- 流傳於陕西清澗縣。
- 終點稱為盐池，有白盐、红盐、尿罐三個位置代表先後名次。
- 若至敵棋處，則壓住該敵棋，稱為熬米汤。，第四次則回至起點，若不再被壓則無限制。
- 詳細圖案與其餘規則皆不明。[61]

#### 升大官
- 流傳於山西太原市。
- 若至敵棋處，則壓住該敵棋，後者只要被壓就失去行棋機會。
- 以先至中心點為勝。
- 詳細圖案與其餘規則皆不明。[62]

#### 三六九上廟（蒼南）
- 流傳於浙江蒼南縣。
- 棋盤如塔狀。
- 以先至塔頂為勝。
- 詳細圖案與其餘規則皆不明。[63]